# Franciszek Adamski (żołnierz)
Franciszek Adamski (ur. 2 kwietnia 1901 w Konarach, zm. między 13 a 14 kwietnia 1940 w Katyniu) – porucznik piechoty Wojska Polskiego, ofiara zbrodni katyńskiej.

## Życiorys
Syn Feliksa i Justyny z Wiśniewskich urodzony 2 kwietnia 1901 roku w Konarach koło Góry Kalwarii, w ówczesnym powiecie grójeckim guberni warszawskiej. 
W szeregach 4 pułku strzelców pomorskich walczył na wojnie z bolszewikami. Brał udział m.in. w bitwie pod Dubienką. W 1923 roku ukończył kurs w Centralnej Wojskowej Szkole Gimnastyki i Sportów w Poznaniu. W latach 1926–1929, w stopniu sierżanta, pełnił służbę w Szkole Podchorążych Piechoty w Ostrowi Mazowieckiej na stanowisku instruktora wychowania fizycznego ze specjalnością – szermierka. W latach 1930–1933 był słuchaczem Szkoły Podchorążych dla Podoficerów w Bydgoszczy. 5 sierpnia 1933 roku Prezydent RP Ignacy Mościcki mianował go podporucznikiem ze starszeństwem z dniem 15 sierpnia 1933 roku i 448. lokatą w korpusie oficerów piechoty, a Minister Spraw Wojskowych wcielił do 3 pułku piechoty Legionów w Jarosławiu. W 1937 roku służył w dowództwie pułku Korpusu Ochrony Pogranicza „Wilno” na stanowisku II adiutanta (z dniem 15 maja 1939 dowództwo pułku zostało zlikwidowane).
Po agresji ZSRR na Polskę w nieznanych okolicznościach dostał się do niewoli sowieckiej. Przebywał w obozie jenieckim NKWD w Kozielsku. Między 11 a 12 kwietnia 1940 roku przekazany do dyspozycji naczelnika smoleńskiego obwodu NKWD – lista wywózkowa 022/1 z 9 kwietnia 1940 roku. Został zamordowany między 13 a 14 kwietnia 1940 roku przez funkcjonariuszy NKWD w lesie katyńskim. Zamordowanych w tym miejscu jeńców grzebano w bezimiennych mogiłach zbiorowych, gdzie od 28 lipca 2000 roku mieści się oficjalnie Polski Cmentarz Wojenny w Katyniu. Odnalezione szczątki podczas ekshumacji prowadzonej przez Niemców w 1943 roku, zapis w dzienniku ekshumacji pod datą 8 maja 1943 roku i nr 1459, należałoby przypisać Franciszkowi Adamskiemu. Przy szczątkach znaleziono list adresowany: Adam Franciszek, Kozielsk, zaświadczenie szczepień obozowych nr 1651, medalik z łańcuszkiem. Zapis na liście AM-206-1459 i liście Komisji Technicznej PCK pod numerem 01459.

## Upamiętnienie
5 października 2007 roku minister obrony narodowej Aleksander Szczygło mianował pośmiertnie por. Franciszka Adamskiego na stopień kapitana. Awans został ogłoszony 9 listopada 2007 roku w Warszawie, w trakcie uroczystości „Katyń Pamiętamy – Uczcijmy Pamięć Bohaterów”.

## Ordery i odznaczenia
- Krzyż Walecznych[1]
- Srebrny Krzyż Zasługi[1]
- Krzyż Kampanii Wrześniowej – pośmiertnie 1 stycznia 1986